# Corporate Finance (Zeitschrift)
Corporate Finance (CF) ist eine im Jahr 2014 gegründete deutsche Fachzeitschrift. Vorgängerzeitschriften waren Finanz-Betrieb von 1999 bis 2009 sowie Corporate Finance Law und Corporate Finance biz (jeweils von 2010 bis 2013). Sie erscheint zwölfmal pro Jahr im Fachverlag der Verlagsgruppe Handelsblatt und behandelt Themen aus den Bereichen Kapitalmarkt, Finanzierung und Mergers & Acquisitions (Corporate Finance).